# دوشاب خرمالو

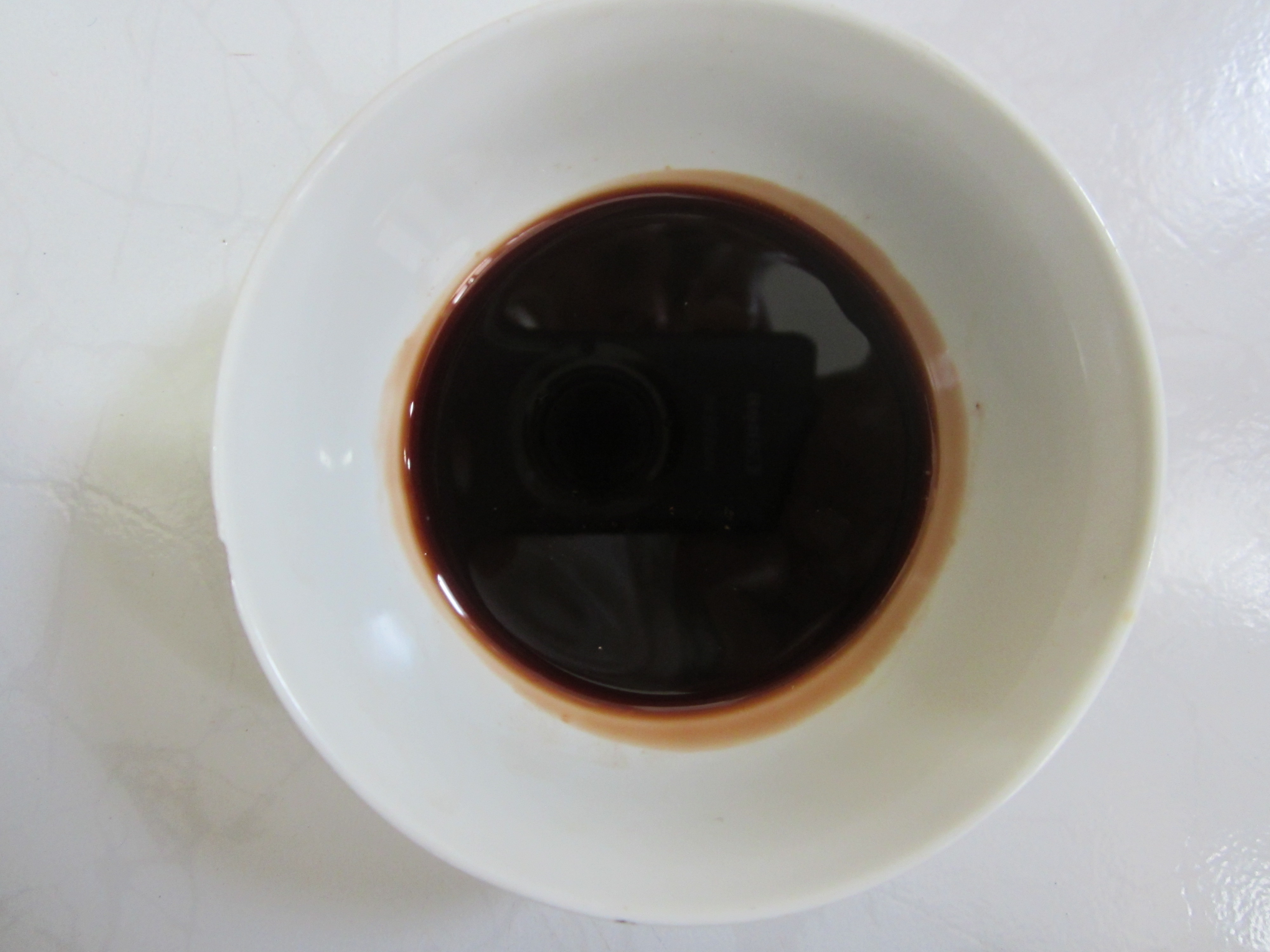
یک کاسه دوشاب خرمالو

دوشاب خرمالو (به تبری: خُرمادی دِشو یا خَرمِندی دِشو) نوعی دوشاب محلی گیلان و مازندران است که انواع مختلفی دارد. این خوراکی دارای مواد معدنی کلسیم و ویتامین آ می‌باشد و برای شُش، مجاری ادراری، سینوس‌ها و روده‌ها و چشم مفید است.  همچنین در مازندران دوشاب خرمالو را گاهی با پشت زیک و برف مخلوط کرده و تناول می‌کنند. به مازندرانی، ترکیب برف و دوشاب را «وَرفِ دِشو» می‌گویند.